# Sommer-Paralympics 2008/Teilnehmer (Osttimor)
| stlisierte Goldmedaille | stlisierte Silbermedaille | stlisierte Bronzemedaille |
| ----------------------- | ------------------------- | ------------------------- |
| —                       | —                         | —                         |

Osttimor kündigte die Teilnahme an den Sommer-Paralympics 2008 im chinesischen Peking mit elf Athleten in den Disziplinen Marathonlauf, Powerlifting, Tischtennis und Rollstuhltennis an. Damit wäre die Mannschaft größer als Osttimors Mannschaft bei den Olympischen Sommerspielen gewesen. In den offiziellen Aufzeichnungen finden sich jedoch keine weiteren Athleten neben Liliana Da Costa Silva im Powerlifting, die auch gleichzeitig Fahnenträgerin bei der Eröffnungs- und Abschlussfeier war. Ein Medaillensieg Osttimors blieb aus.
Nachdem Athleten aus Osttimor bereits bei den Sommer-Paralympics 2000 in Sydney als unabhängige paralympische Sportler teilnahmen, noch vor der 2002 erfolgten internationalen Anerkennung der Unabhängigkeit Osttimors, war 2008 dann die erste offizielle Teilnahme Osttimors an paralympischen Spielen.

## Powerlifting (Bankdrücken)
- Liliana Da Costa Silva

Frauen, Klasse bis 52 kg